# Patogenesi
In medicina, la patogenesi è lo studio dei modi e dei processi fisiopatologici attraverso i quali avvengono le alterazioni dello stato fisiologico che portano allo stabilirsi e allo svilupparsi di una malattia.
La patogenesi non è da confondere con l'etiologia (o eziologia), ovvero lo studio delle cause della malattia.